# Çatıören

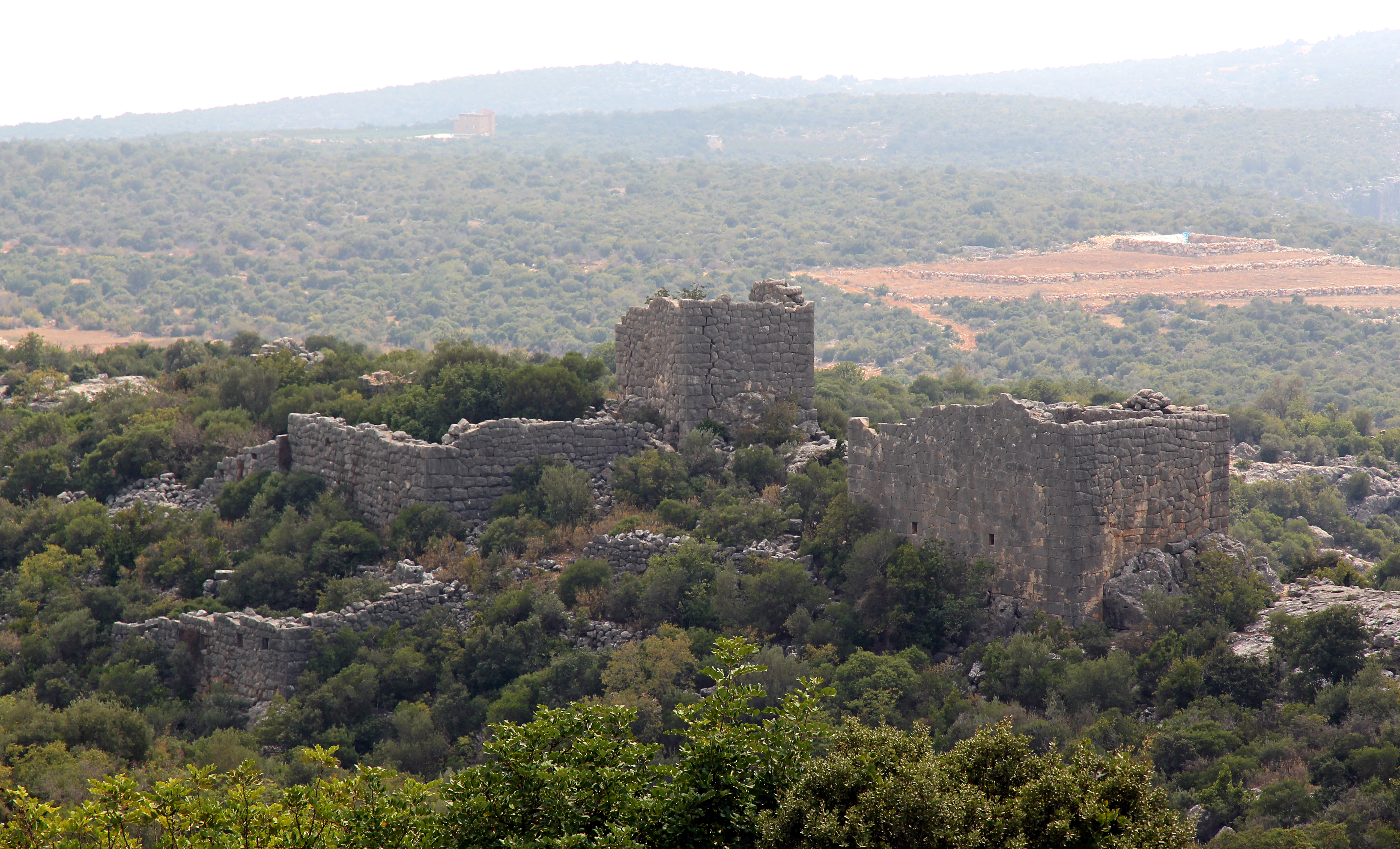
Çatıören, rechts Hermestempel, Mitte olbischer Turm und links Häuser

Çatıören (türkisch für Dach-Ruinen) ist die türkische Bezeichnung für eine Ruinenstätte aus hellenistisch-römisch-frühbyzantinischer Zeit im Rauen Kilikien in der südlichen Türkei.

## Lage
Koordinaten: 36° 31′ 17″ N, 34° 7′ 34″ O
Die Siedlungsreste liegen im Landkreis Erdemli der Provinz Mersin, etwa 20 Kilometer südwestlich der Kreisstadt Erdemli und 60 Kilometer westlich der Provinzhauptstadt Mersin. Sie befinden sich im bergigen Hinterland von Ayaş, dem antiken Elaiussa Sebaste, sechs Kilometer vom Mittelmeer entfernt, an der Straße, die von Ayaş über Kızılbağ und Emirzeli nach Sömek, Cambazlı und weiter nach Olba und Diokaisareia führt.

## Gebäude

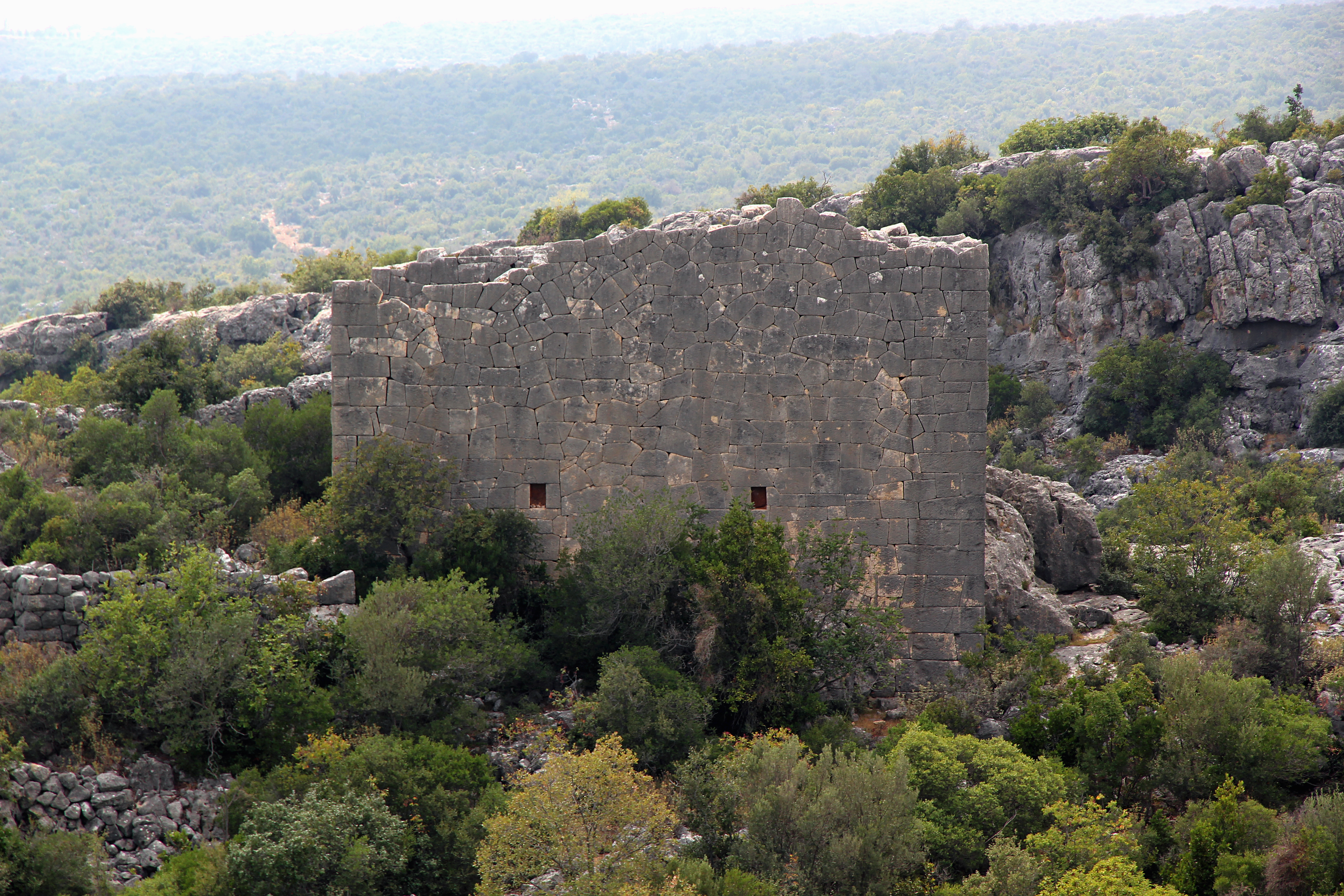
Hermestempel von Nordosten

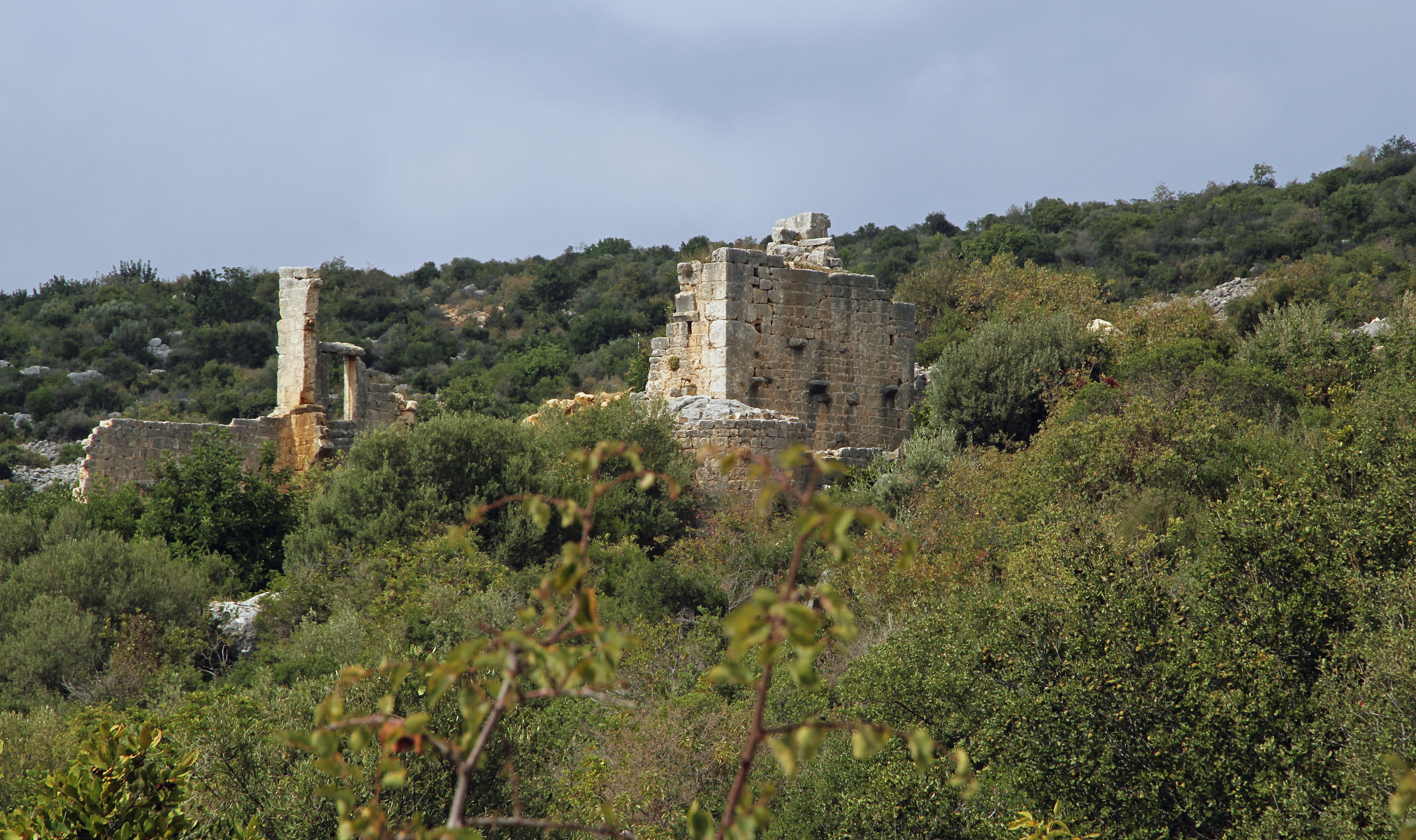
Basilika von Süden

Die Ruinen gruppieren sich um einen Kalksteinsporn, der nordwest-südöstlich ausgerichtet ist. Auf dessen nordwestlichem Ende steht ein schlichter Antentempel mit einer Grundfläche von etwa 130 Quadratmetern. Alle Wände sind aus zweischaligem Polygonalmauerwerk errichtet. Seine Cella hat die Form eines leicht verzogenen Rechtecks, die etwa vier Meter vorspringenden Anten stehen in nochmals etwas schiefem Winkel dazu. Im dadurch entstehenden, nach Südosten geöffneten Pronaos standen ursprünglich zwei Säulen ohne Kannelierung, von denen einzelne Trommeln in der näheren Umgebung liegen. Die Tür mit einem monolithen Sturz liegt etwas nach rechts aus der Mitte versetzt, auf beiden Seiten und darüber findet sich je eine schmale, hohe Nische. Die mittlere wird von zwei Reliefs flankiert, die als Olbische Zeichen einen Hermesstab zeigen. Rechts des Eingangs ist, leicht vertieft, eine Inschrift über das Verbot kilikischer Maße angebracht. Mit der darin erwähnten Polis ist wahrscheinlich Elaiussa Sebaste gemeint. Eine Stiftungsinschrift liegt verstürzt im Pronaos, sie bezeichnet einen Pomponius Niger als Hermespriester, was zur Identifizierung des Tempels führt. In der Südwestwand ist mittig ein Fenster eingelassen, die beiden anderen Wände haben eine hochrechteckige Nische. Über die Dachkonstruktion gibt es keine Klarheit. Die Wand zum Pronaos scheint in voller Höhe erhalten zu sein, die beiden Seitenwände steigen dagegen leicht an, was auf einen Dreiecksgiebel und einen darüber verlaufenden First schließen lässt. Ein Prozessionsweg zum Tempel fehlt, ebenso gibt es keine Möglichkeit, ihn zu umschreiten, da er die gesamte Breite des Felskamms einnimmt.
Südöstlich des Tempels steht auf dem Felsen ein olbischer Turm, ebenfalls in polygonaler Bauweise, mit einer ebensolchen, nach Nordosten vorgelagerten Mauer. Unterhalb dieser liegen mehrere Häuser in gleicher Bauweise, ebenso an den südlichen und östlichen Hängen des Sporns sowie im umliegenden Tal.
Am nordöstlich gegenüberliegenden Hang, an der Straße, steht die Ruine einer dreischiffigen Basilika mit Emporen und Chorumgang. Ihre Schiffe sind durch eine Reihe von fünf oder sechs Säulen getrennt, deren Schäfte und Basen im Innenraum liegen. Überstehende Quader an der nördlichen Ecke der Westwand deuten an, dass der Bau eines Narthex geplant war. Ein leicht von der Südwand abgerückter Mauerwinkel an der Südwestecke könnte als Fundament für diesen Vorbau gedacht gewesen sein. Kirchen mit geplanten oder später angebautem Narthex sind in Kilikien nicht ungewöhnlich, Beispiele sind Demirciören, Cambazlı oder Kadırlı. In der nördlichen Umgebung der Basilika liegt eine kaiserzeitliche Nekropole mit Felsreliefs und Grabhäusern.
Die ältesten Bauten des Ortes werden ins 3. bis 2. Jahrhundert v. Chr. datiert, der Tempel nach den Inschriften etwa ins 2. bis 1. Jahrhundert v. Chr. Ähnlich einfache Tempelbauten sind aus Südanatolien sonst nicht bekannt. Spuren einer byzantinischen Umwidmung wurden nicht gefunden, möglicherweise weil der Bau architektonisch nicht dafür geeignet war.

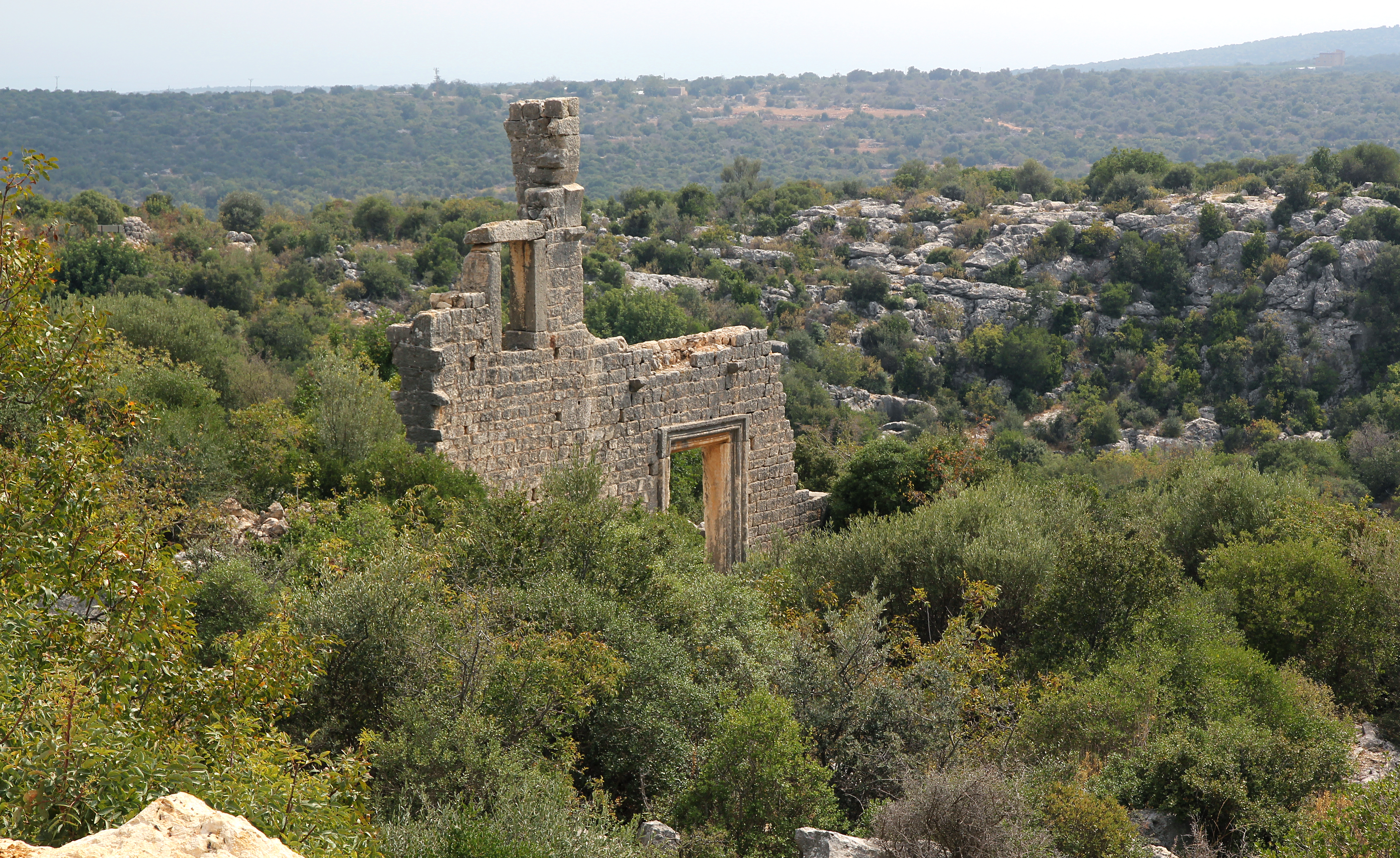
Westwand der Basilika
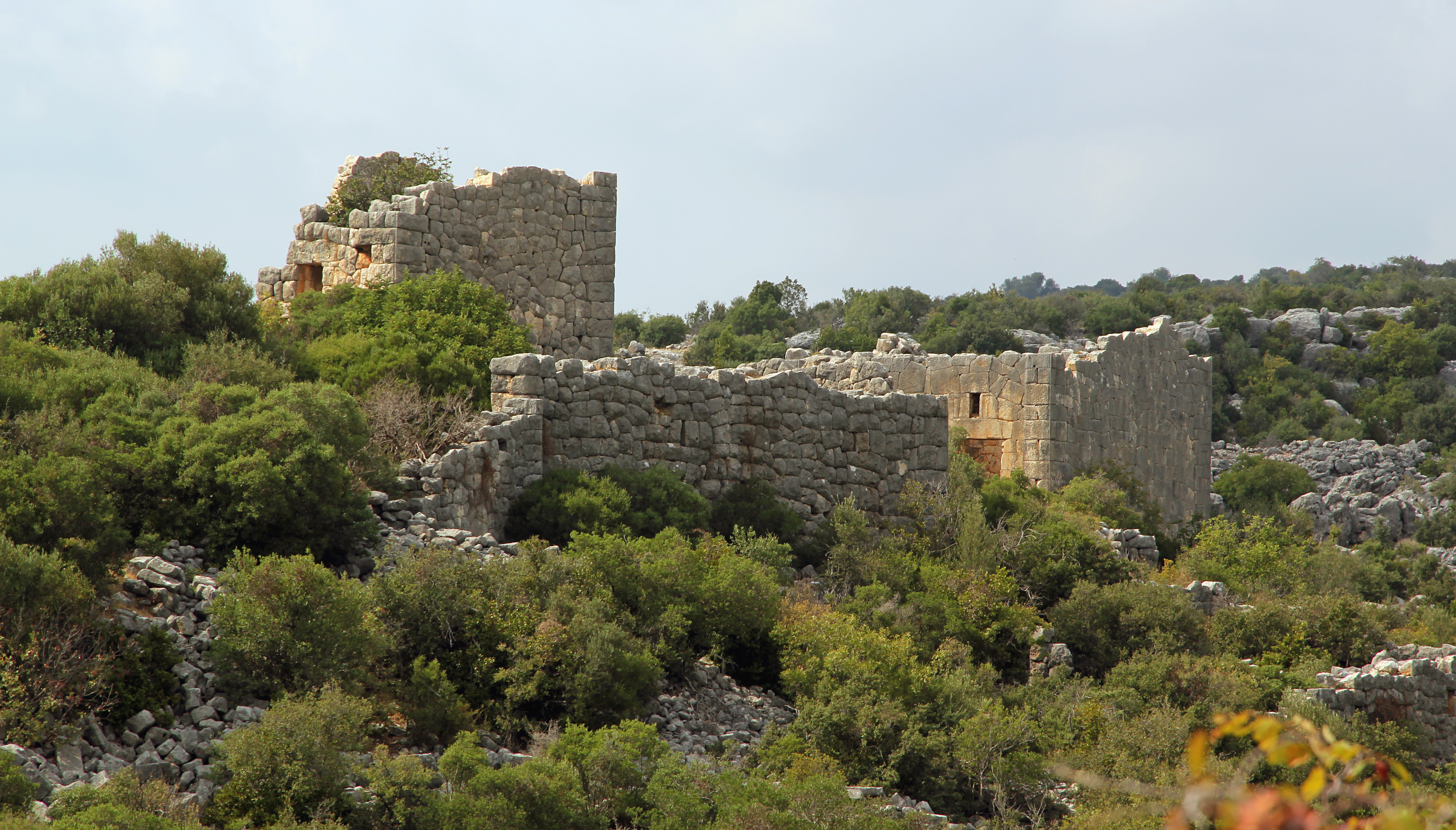
Turm und Hermestempel von Osten, im Pronaos sind die Reliefs beidseits der Nische zu erkennen
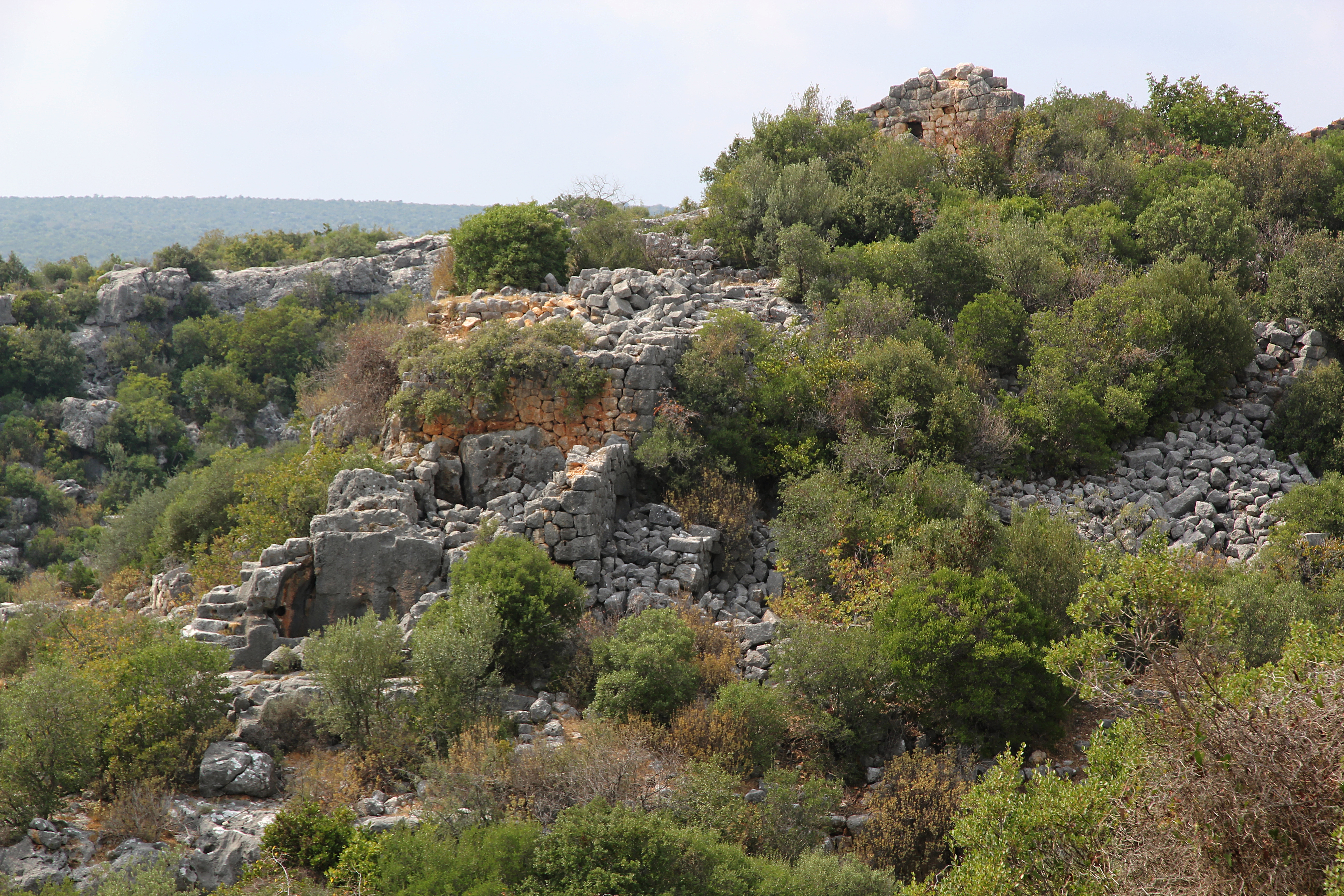
Hellenistische Hausmauern am Südhang des Felssporns

## Forschungsgeschichte
Der erste Besucher der Ruinen von Çatıören war der britische Archäologe James Theodore Bent in den 1880er Jahren. Der österreichische Archäologe Rudolf Heberdey bereiste im folgenden Jahrzehnt mit seinem Landsmann, dem klassischen Philologen Adolf Wilhelm, Kilikien und dabei ebenfalls Çatıören. In den 1980er Jahren erforschten Hansgerd Hellenkemper und Friedrich Hild die Stätte. Die türkische Archäologin Serra Durugönül war in den 1990er Jahren vor Ort. Bent identifizierte den Ort als Eabbasis, was von Heberdey und Wilhelm als „irrthümlich“ beurteilt wird.